# 3996 Fugaku
3996 Fugaku (1988 XG1) là một tiểu hành tinh vành đai chính được phát hiện ngày 5 tháng 12 năm 1988 bởi Arai, M. và Hiroshi Mori ở Yorii.